# David Kreiner
David Kreiner (ur. 8 marca 1981 roku w Kitzbühel) – austriacki narciarz, specjalista kombinacji norweskiej, złoty medalista olimpijski, czterokrotny medalista mistrzostw świata, sześciokrotny medalista mistrzostw świata juniorów oraz zwycięzca Letniego Grand Prix.

## Kariera
Po raz pierwszy na arenie międzynarodowej David Kreiner pojawił się 14 lutego 1997 roku, kiedy wystartował na mistrzostwach świata juniorów w Canmore, gdzie wraz z kolegami zdobył brązowy medal w drużynie. W grudniu tego roku zadebiutował w Pucharze Świata, zajmując 11. miejsce w konkursie rozgrywanym metodą Gundersena w Steamboat Springs. Tym samym w swoim pucharowym debiucie od razu zdobył punkty. Rok później zdobył brązowy medal w Gundersenie na mistrzostwach świata juniorów w Sankt Moritz.
Już w 1999 roku wystartował na pierwszej seniorskiej imprezie – mistrzostwach świata w Ramsau. Wraz z kolegami z reprezentacji zajął siódme miejsce, a indywidualnie zajął 36. miejsce w sprincie. W Pucharze Świata pojawił się dwukrotnie, zajmując dziewiąte miejsce w sprincie 11 marca w Falun oraz dziesiąte w Gundersenie 21 marca w Zakopanem. W klasyfikacji generalnej sezonu 1998/1999 zajął 27. pozycję. W kolejnym sezonie osiągał przeciętne wyniki, punktując w pięciu z jedenastu startów. Najlepiej zaprezentował się w ostatnich zawodach cyklu, 17 marca 2000 roku we włoskiej miejscowości Santa Caterina, gdzie był szósty w Gundersenie. W 2000 roku wystartował na mistrzostwach świata juniorów w Štrbskim Plesie, zdobywając brązowe medale w sztafecie i Gundersenie.
Pierwsze podium w Pucharze Świata wywalczył w sezonie 2000/2001. Punktował we wszystkich startach, wielokrotnie plasując się w czołowej dziesiątce. Na podium stanął w drugiej części cyklu, 10 lutego 2001 roku w Libercu, gdzie zajął drugie miejsce w Gundersenie. Już pięć dni później startował na mistrzostwach świata w Lahti, gdzie wspólnie z Christophem Eugenem, Mario Stecherem i Felixem Gottwaldem zdobył srebrny medal w konkursie drużynowym. Indywidualnie był dziewiąty w Gundersenie oraz dziesiąty w sprincie. Na przełomie stycznia i lutego Kreiner zdobył złoty medal w sprincie i brązowy w Gundersenie podczas mistrzostw świata juniorów w Karpaczu. Sezon ten zakończył na dwunastej pozycji.
Kreiner nie odniósł większych sukcesów w sezonach 2001/2002, 2002/2003 i 2003/2004. Najlepszy wynik w Pucharze Świata osiągnął 19 stycznia 2002 roku w Libercu, gdzie zajął. 18. miejsce w Gundersenie. W sezonie 2003/2004 Pucharu Kontynentalnego dwukrotnie wygrał zawody i dwukrotnie stawał na drugim stopniu podium, jednak w klasyfikacji generalnej nie zajął wysokiego miejsca. W lecie 2004 roku zajął dziewiąte miejsce w siódmej edycji Letniego Grand Prix w kombinacji norweskiej.
W swoim jedynym starcie na mistrzostwach świata w Oberstdorfie w 2005 roku David zdobył brązowy medal w konkursie drużynowym. Obok niego w ekipie austriackiej wystartowali także Michael Gruber, Christoph Bieler i Felix Gottwald. W rywalizacji pucharowej prezentował się nierówno, kilkakrotnie nie zdobywając punktów. Najlepszy wynik osiągnął 12 lutego 2005 roku w Pragelato, gdzie był szósty w sprincie. W klasyfikacji generalnej sezonu 2004/2005 zajął 35. miejsce. Jeszcze słabiej spisał się w sezonie 2005/2006, w którym ani razu nie znalazł się w czołowej dziesiątce. W efekcie uplasował się na 33. pozycji w klasyfikacji końcowej tego sezonu. Nie wystartował także na igrzyskach olimpijskich w Turynie w lutym 2006 roku.
Żadnych trofeów nie zdobył również w sezonie 2006/2007. W rywalizacji pucharowej jego najlepszym wynikiem było siódme miejsce, które zajął czterokrotnie, trzy razy w sprincie i raz w Gundersenie. Na mistrzostwach świata w Sapporo w 2007 roku indywidualnie był dziewiąty w Gundersenie. W konkursie drużynowym Austriacy z Kreinerem w składzie zajęli czwarte miejsce, przegrywając walkę o brązowy medal z Norwegami o zaledwie 0,4 sekundy. W lecie 2007 roku Austriak triumfował w klasyfikacji końcowej dziesiątej edycji LGP. Z czterech konkursów indywidualnych wygrał dwa, raz był drugi i raz szósty. Dobra forma w lecie nie do końca przełożyła się jednak na sezon 2007/2008. Po raz pierwszy od siedmiu lat stanął wtedy na podium zawodów PŚ – 13 stycznia 2008 roku w Val di Fiemme był trzeci w sprincie. W dalszej części sezonu na podium stanął jednak już tylko raz, 20 stycznia 2008 roku w Klingenthal ponownie był trzeci w tej konkurencji. Nierówne starty, między innymi 28. pozycja w Zakopanem, pozwoliły mu na zajęcie dziesiątego miejsca w klasyfikacji generalnej. Sezon 2008/2009 był dla Austriaka stracony. Wystartował tylko osiem razy, kilkakrotnie kończąc zawody już po skokach, jego najlepszym wynikiem było 12. miejsce w Ruce w Gundersenie. W klasyfikacji generalnej zajął 49. miejsce.
Poprawił się jednak w sezonie 2009/2010, w którym zajął 18. pozycję. W większości startów plasował się w drugiej dziesiątce, a w swoim najlepszym starcie, 3 stycznia 2010 roku w Oberhofie zajął ósme miejsce w Gundersenie. Na igrzyskach olimpijskich w Vancouver indywidualnie zajął piętnaste miejsce w Gundersenie na normalnej skoczni. Natomiast w zawodach drużynowych, razem z Gruberem, Gottwaldem i Stecherem zdobył złoty medal. Po konkursie skoków reprezentacja Austrii znajdowała się na trzecim miejscu i do biegu przystąpiła ze stratą 36 sekund. W biegu Austriacy byli jednak najlepsi i na mecie wyprzedzili Amerykanów o nieco ponad 5 sekund i blisko 20 sekund Niemców, którzy zajęli trzecie miejsce. Rok później, podczas mistrzostw świata w Oslo zdobył wraz z Bernhardem Gruberem, Felixem Gottwaldem Mario Stecherem złote medale w obu konkursach drużynowych. Ponadto w obu konkursach indywidualnych plasował się na dwunastej pozycji. W rywalizacji pucharowej dwukrotnie stawał na podium, w tym 22 stycznia 2011 roku w Chaux-Neuve po raz pierwszy w karierze wygrał zawody PŚ, zwyciężając w Gundersenie. Sześć dni wcześniej był trzeci w tej samej konkurencji w austriackim Seefeld. W klasyfikacji generalnej sezonu 2010/2011 był dziesiąty.
Po słabym w jego wykonaniu sezonie 2011/2012 Austriak zdecydował się na roczne zawieszenie kariery. Rozważa powrót w sezonie olimpijskim
, jednak nie powrócił.

## Osiągnięcia

### Igrzyska olimpijskie
| Miejsce | Dzień     | Rok  | Miejscowość | Konkurencja           | Wynik zwycięzcy | Strata | Zwycięzca           |
| ------- | --------- | ---- | ----------- | --------------------- | --------------- | ------ | ------------------- |
| 14.     | 14 lutego | 2010 | Vancouver   | Gundersen HS106/10 km | 25:47,1         | +49,4  | Jason Lamy Chappuis |
| 1.      | 23 lutego | 2010 | Vancouver   | Sztafeta HS140/4x5 km | 49:31,6         | -      | -                   |

### Mistrzostwa świata
| Miejsce | Dzień     | Rok  | Miejscowość | Konkurencja           | Wynik zwycięzcy | Strata  | Zwycięzca           |
| ------- | --------- | ---- | ----------- | --------------------- | --------------- | ------- | ------------------- |
| 7.      | 25 lutego | 1999 | Ramsau      | Sztafeta K-90/4x5 km  | 49:34,2         | +3:34,4 | Finlandia           |
| 36.     | 27 lutego | 1999 | Ramsau      | Sprint K-90/7,5 km    | 17:48,4         | ?       | Bjarte Engen Vik    |
| 9.      | 15 lutego | 2001 | Lahti       | Gundersen K-90/15 km  | 39:26,7         | +2:45,7 | Bjarte Engen Vik    |
| 2.      | 20 lutego | 2001 | Lahti       | Sztafeta K-90/4x5 km  | 48:54,1         | +10,9   | Norwegia            |
| 10.     | 24 lutego | 2001 | Lahti       | Sprint K-116/7,5 km   | 19:40,3         | +1:15,8 | Marko Baacke        |
| 3.      | 23 lutego | 2005 | Oberstdorf  | Sztafeta HS137/4x5 km | 49:45,5         | +7,4    | Norwegia            |
| 9.      | 23 lutego | 2007 | Sapporo     | Sprint HS134/7,5 km   | 17:40,2         | +1:17,9 | Hannu Manninen      |
| 4.      | 25 lutego | 2007 | Sapporo     | Sztafeta HS134/4x5 km | 49:14,9         | +1:12,4 | Finlandia           |
| 12.     | 26 lutego | 2011 | Oslo        | Gundersen HS106/10 km | 25:19,2         | +58,8   | Eric Frenzel        |
| 1.      | 28 lutego | 2011 | Oslo        | Sztafeta HS106/4x5 km | 48:07,8         | -       | -                   |
| 12.     | 2 marca   | 2011 | Oslo        | Gundersen HS134/10 km | 25:31,6         | +1:14,6 | Jason Lamy Chappuis |
| 1.      | 4 marca   | 2011 | Oslo        | Sztafeta HS134/4x5 km | 47:12,3         | -       | -                   |

### Mistrzostwa świata juniorów
| Miejsce | Dzień       | Rok  | Miejscowość   | Konkurencja          | Wynik zwycięzcy | Strata | Zwycięzca          |
| ------- | ----------- | ---- | ------------- | -------------------- | --------------- | ------ | ------------------ |
| 3.      | 14 lutego   | 1997 | Canmore       | Sztafeta K-89/3x5 km | ?               | ?      | Francja            |
| 3.      | 22 stycznia | 1998 | Sankt Moritz  | Gundersen K-95/10 km | ?               | ?      | Hannu Manninen     |
| 3.      | 26 stycznia | 2000 | Štrbské Pleso | Sprint K-90/5 km     | ?               | ?      | Petter Kukkonen    |
| 3.      | 27 stycznia | 2000 | Štrbské Pleso | Sztafeta K-90/3x5 km | ?               | ?      | Finlandia          |
| 1.      | 31 stycznia | 2001 | Karpacz       | Sprint K-90/5 km     | ?               | -      | -                  |
| 3.      | 2 lutego    | 2001 | Karpacz       | Gundersen K-90/10 km | ?               | ?      | Norihito Kobayashi |

### Puchar Świata

#### Miejsca w klasyfikacji generalnej
- sezon 1996/1997: 51.
- sezon 1997/1998: 40.
- sezon 1998/1999: 27.
- sezon 1999/2000: 45.
- sezon 2000/2001: 12.
- sezon 2001/2002: –
- sezon 2002/2003: –
- sezon 2003/2004: 28.
- sezon 2004/2005: 25.
- sezon 2005/2006: 33.
- sezon 2006/2007: 16.
- sezon 2007/2008: 10.
- sezon 2008/2009: 47.
- sezon 2009/2010: 18.
- sezon 2010/2011: 10.
- sezon 2011/2012: 42.

#### Miejsca na podium chronologicznie
| Nr | Data             | Miejscowość   | Konkurencja           | Wynik zwycięzcy | Pozycja | Strata | Zwycięzca         |
| -- | ---------------- | ------------- | --------------------- | --------------- | ------- | ------ | ----------------- |
| 1. | 10 lutego 2001   | Liberec       | Gundersen K-120/15 km | ?               | 2.      | ?      | Ronny Ackermann   |
| 2. | 13 stycznia 2008 | Val di Fiemme | Sprint HS134/7,5 km   | 20:03,4         | 3.      | +2,0   | Sebastian Haseney |
| 3. | 20 stycznia 2008 | Klingenthal   | Sprint HS140/7,5 km   | 18:45,9         | 3.      | +41,2  | Ronny Ackermann   |
| 4. | 16 stycznia 2011 | Seefeld       | Gundersen HS109/10 km | 24:36,8         | 3.      | +2,6   | Magnus Moan       |
| 5. | 20 stycznia 2011 | Klingenthal   | Gundersen HS118/10 km | 21:59,2         | 1.      | -      | -                 |

### Puchar Kontynentalny

#### Miejsca w klasyfikacji generalnej
- sezon 1996/1997: 59.
- sezon 1997/1998: 9.
- sezon 2002/2003: 34.

#### Miejsca na podium chronologicznie
| Nr | Data             | Miejscowość | Konkurencja         | Wynik zwycięzcy | Pozycja | Strata  | Zwycięzca        |
| -- | ---------------- | ----------- | ------------------- | --------------- | ------- | ------- | ---------------- |
| 1. | 6 stycznia 2004  | Tarvisio    | Sprint K90/7.5 km   | 20:14,3 min     | 1.      | -       | -                |
| 2. | 7 stycznia 2004  | Tarvisio    | Gundersen K90/15 km | 41:27,3 min     | 1.      | -       | -                |
| 3. | 10 stycznia 2004 | Villach     | Sprint K90/7.5 km   | 18:56,6 min     | 2.      | +0.1 s  | Marc Frey        |
| 4. | 11 stycznia 2004 | Villach     | Gundersen K90/15 km | 35:42,5 min     | 2.      | +17.2 s | Mathieu Martinez |

### Letnie Grand Prix

#### Miejsca w klasyfikacji generalnej
- 2000: 13.
- 2002: 11.
- 2003: 24.
- 2004: 9.
- 2005: 16.
- 2007: 1.
- 2008: 5.
- 2009: 32.

#### Miejsca na podium chronologicznie
| Nr | Data             | Miejscowość   | Konkurencja             | Wynik zwycięzcy | Pozycja | Strata | Zwycięzca           |
| -- | ---------------- | ------------- | ----------------------- | --------------- | ------- | ------ | ------------------- |
| 1. | 26 sierpnia 2007 | Oberhof       | Gundersen HS140/15 km   | 31:10.3 min     | 1.      | -      | -                   |
| 2. | 29 sierpnia 2007 | Val di Fiemme | Gundersen HS134/15 km   | 28:54.4 min     | 1.      | -      | -                   |
| 3. | 2 września 2007  | Bischofshofen | Gundersen HS140/15 km   | 28:06.6 min     | 2.      | +1.5 s | Jason Lamy Chappuis |
| 4. | 26 lipca 2008    | Hinterzarten  | Gundersen HS108/16.1 km | 31:42.4 min     | 3.      | +1.5 s | Georg Hettich       |
| 5. | 1 sierpnia 2008  | Einsiedeln    | Gundersen HS140/15 km   | 26:52.7 min     | 3.      | +3.5 s | Ronny Heer          |